# Национальное агентство гражданской авиации Бразилии
Национальное агентство гражданской авиации Бразилии является государственным агентством при Министерстве гражданской авиации, отвечающим за регулирование и надзор за деятельностью гражданской авиации, за исключением расследования авиационных происшествий, которые остаются ответственностью командования ВВС и Министерства обороны.

## Задачи
- Экономическое регулирование
  - разведка маршрутов и инфраструктуры аэропорта, а также мониторинг воздушных полетов
- Техническое регулирование
  - безопасность полетов
    - Лётная годность
      - сертификация воздушных судов и обслуживание воздушных судов
      - сертификация авиаперевозчиков, сельскохозяйственных летательных аппаратов, парадных летающих аппаратов и т.д.

  - защита от противоправных действий персонала
    - лицензирование персонала (пилот, бортпроводник, механик и т.д.)